# 1191
1191 (MCXCI) fue un año común comenzado en martes del calendario juliano.

## Acontecimientos
- 6 de mayo - En Chipre, la flota de Ricardo I de Inglaterra llega al puerto de Lémesos (hoy Limassol) y captura la ciudad.
- 12 de mayo - Liga de Huesca. Los reinos cristianos de la península ibérica acuerdan hacer la guerra al reino de Castilla.
- 12 de mayo: Berenguela de Navarra se casa con Ricardo I de Inglaterra en Limassol, Chipre.
- 13 de julio: los ejércitos cristianos de la Tercera Cruzada toman la ciudad de San Juan de Acre.
- Celestino III sucede a Clemente III como papa.
- 7 de septiembre: Batalla de Arsuf, con victoria decisiva de los cruzados.
- Fue construido el Palacio Grimaldi.

## Nacimientos
- Mafalda de Castilla. Infanta de Castilla. Hija de Alfonso VIII de Castilla y de la reina Leonor de Plantagenet. (f. 1204).

## Fallecimientos
- 27 de marzo - Clemente III, papa de la Iglesia católica.
- Felipe de Alsacia, conde de Flandes.
- Güelfo VI, duque de Toscana.